# Volodîmîr Tkacenko
Volodîmîr Tkacenko (n. 28 iunie 1965, Cerkasî, RSS Ucraineană, URSS) este un înotător ucrainean, medaliat olimpic. A participat la o ediție a Jocurilor Olimpice (1988) în care a câștigat o medalie de argint.